# Фёдоровка (Горловский район)
Фёдоровка (укр. Федорівка) — посёлок, входит в Горловский городской совет Донецкой области Украины. Под контролем самопровозглашённой Донецкой Народной Республики.

## География
В Донецкой области имеются ещё 7 одноимённых населённых пунктов, в том числе село Фёдоровка в Амвросиевском районе.

#### Соседние населённые пункты по странам света
С, СЗ, СВ: город Горловка
З: Озеряновка
В: Новосёловка
ЮЗ: Пятихатки, Михайловка
ЮВ: —
Ю: Корсунь

## Население
Население по переписи 2001 года составляло 74 человека.

## Общие сведения
Телефонный код — 624. Код КОАТУУ — 1410640003.

## Местный совет
84646, Донецкая обл., г. Горловка, пр-т Победы, 67, тел. 52-05-72